# Jimmy Birklin
Jimmy Birklin (* 12. Januar 1970) ist ein ehemaliger schwedischer Orientierungsläufer. 2001 wurde er Weltmeister im Sprint.
Birklin wurde 1990 Vizeweltmeister der Junioren. 1995 und 1999 gewann er mit der schwedischen Herrenstaffel jeweils die Bronzemedaille. Birklin gewann 2000 den Mehr-Etappen-Orientierungslauf O-Ringen. 2001 wurde er in Tampere erster Weltmeister im neueingeführten Sprintwettbewerb. 
Seit 1999 läuft er für den Verein Malungs OK Skogsmårdarna. Er gewann 1994, 1999 und 2004 die schwedische Meisterschaft auf der Langdistanz. Mit der Staffel von Tolered-Utby OL gewann er 1994 den Titel.

## Platzierungen
| Weltmeisterschaften | Sprint | Mittel | Lang | Staffel |
| ------------------- | ------ | ------ | ---- | ------- |
| 1995 Detmold        |        |        | 28.  | 3.      |
| 1997 Grimstad       |        | 22.    |      | dsq     |
| 1999 Inverness      |        | 18.    | 4.   | 3.      |
| 2001 Tampere        | 1.     |        |      | dsq     |

| Europameisterschaften | Sprint | Mittel | Lang | Staffel |
| --------------------- | ------ | ------ | ---- | ------- |
| 2004 Roskilde         |        | 25.    |      |         |

| Gesamt-Weltcup | Gesamt-Weltcup |
| -------------- | -------------- |
| 1994           | 31.            |
| 1998           | 8.             |
| 2000           | 15.            |
| 2004           | 100.           |